# Cuernos de Negros
Cuernos de Negros, ein großer Schichtvulkan-Komplex, ist auch bekannt unter den Namen Magaso und Mount Talinis. Er liegt im Südosten der Insel Negros in der Nähe von Dumaguete City in der Provinz Negros Oriental auf den Philippinen.

## Geologie
Der bis zu einer Höhe von 1862 Metern aufsteigende Vulkankomplex hat einen Basisdurchmesser von 36 km, verläuft in Ost-West-Richtung und ist unregelmäßig geformt. Auf  seiner östlichen höheren Seite befinden sich zwei Schichtvulkane und ein Lavadom, zwei Kraterseen mit bis zu 1,5 km Durchmesser, der See Yagumyum und der See Nailig. An diesem Bergkamm finden sich auch der Casaroro-Wasserfall, die höchsten Wasserfälle in den Central Visayas. Die niedrigere westliche Flanke des Vulkankomplexes hat vier vulkanische Zentren. 
Der kleine Krater des Magaso ist der höchste Gipfel des Komplexes Cuernos de Negros und erhebt sich über Dumaguete City. 
Am Gipfel finden sich Fumarolen, zwei Schwefelquellen finden sich an der ostsüdöstlichen Bergflanke. Eine heiße Quelle findet sich an der nordöstlichen Bergflanke. 
Das Alter des Vulkankomplexes ist noch nicht bestimmt, die jüngsten gefundenen Gesteine haben ein Alter von 14.000 Jahre, nach Messungen mit der Radiokohlenstoffmethode.    
Dem Vulkankomplex entweichen heiße Vulkangase seit dem Großen Erdbeben von 1902, aus diesem Grunde wird der Vulkankomplex als „potenziell aktiv“ eingestuft. Das Palinpinon Geothermalfeld befindet sich auf der Nordseite des Komplexes südlich des Okoy-Flusses.

## Nationalpark
An der Nordostflanke des Vulkankomplexes liegt der Balinsasayao Twin Lakes Natural Park, in dem viele bedrohte Tierarten wie das Visayas-Pustelschwein (Sus cebifrons), der Prinz-Alfred-Hirsch (Cervus alfredi) oder die endemische Negros-Spitzmaus (Crocidura negrina) leben.